# Řád rumunské hvězdy
Řád rumunské hvězdy (rumunsky Ordinul Steaua României) je rumunský nejvyšší občanský řád a druhé nejvyšší státní vyznamenání po zaniklém Řádu Michala Chrabrého. Uděluje jej rumunský prezident. Má pět tříd: důstojník, komandér, velkodůstojník, velkokříž a velkokříž s řetězem.